# Čukčijski jezik
Čukčijski jezik (chuchee, chukcha, chukchee, chukot, luoravetlan; ISO 639-3: ckt), čukotsko-kamčatski jezik naroda Čukči na Čukotskom poluotoku, kojim govori 7 740 ljudi od 15 767 etničkih Čukča (2002 ruski popis).
Čukčijski je jedini predstavnik čukotske podskupine. Ima nekoliko dijalekata: uellanskij, pevekskij, enmylinskij, nunligranskij, xatyrskij, chaun, enurmin i yanrakinot. Pripadnici etničke grupe u komunikaciji koriste i ruski, jakutski [sah], evenski [eve] ili jukagirski [ykg].

## Vanjske poveznice
- Ethnologue (14th)
- Ethnologue (15th)